# Hülsenfänger

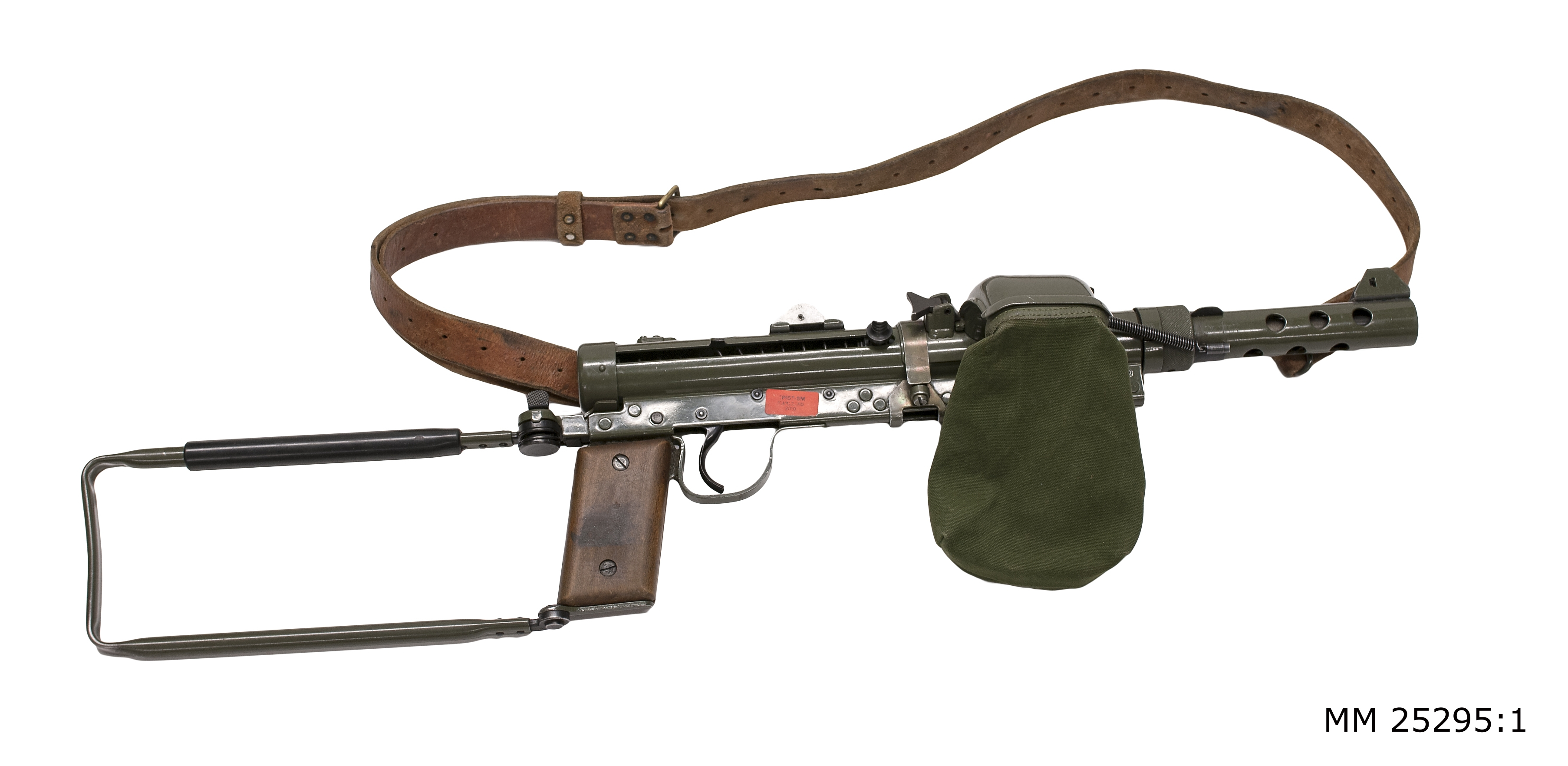
Carl Gustaf M/45 mit Hülsenfänger

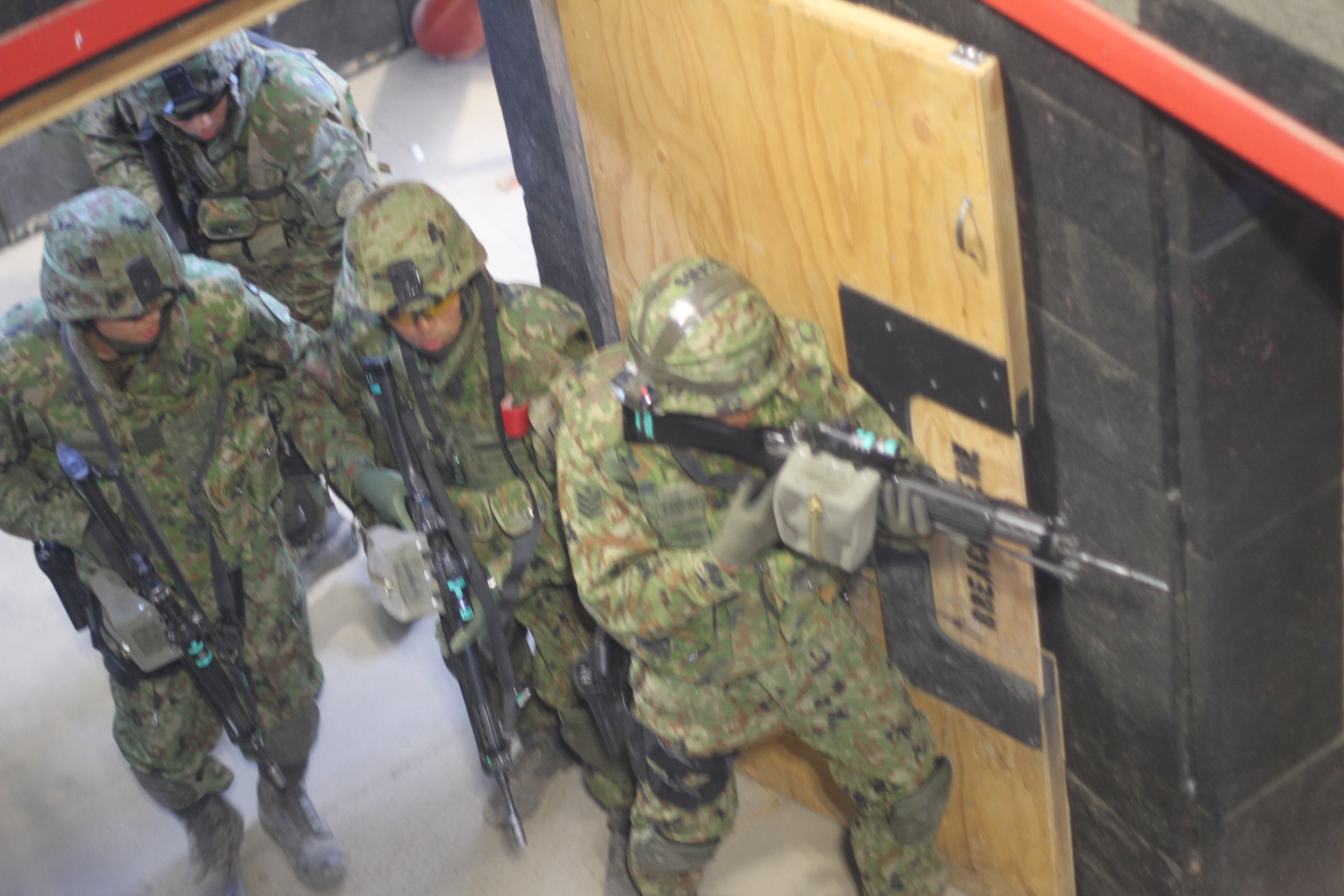
Japanische Soldaten während einer CQB-Übung

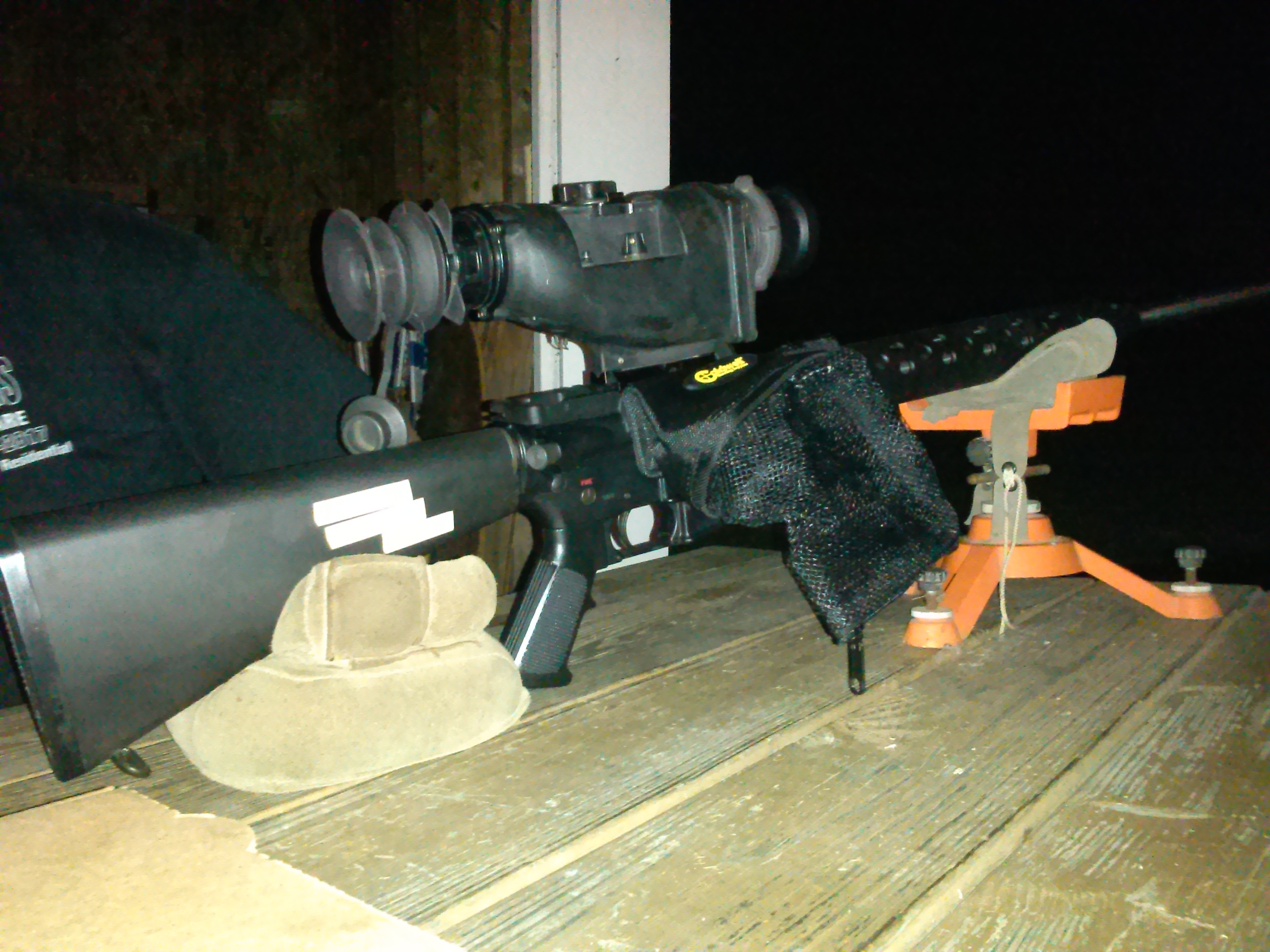
M16 mit Hülsenfänger auf dem Schießstand

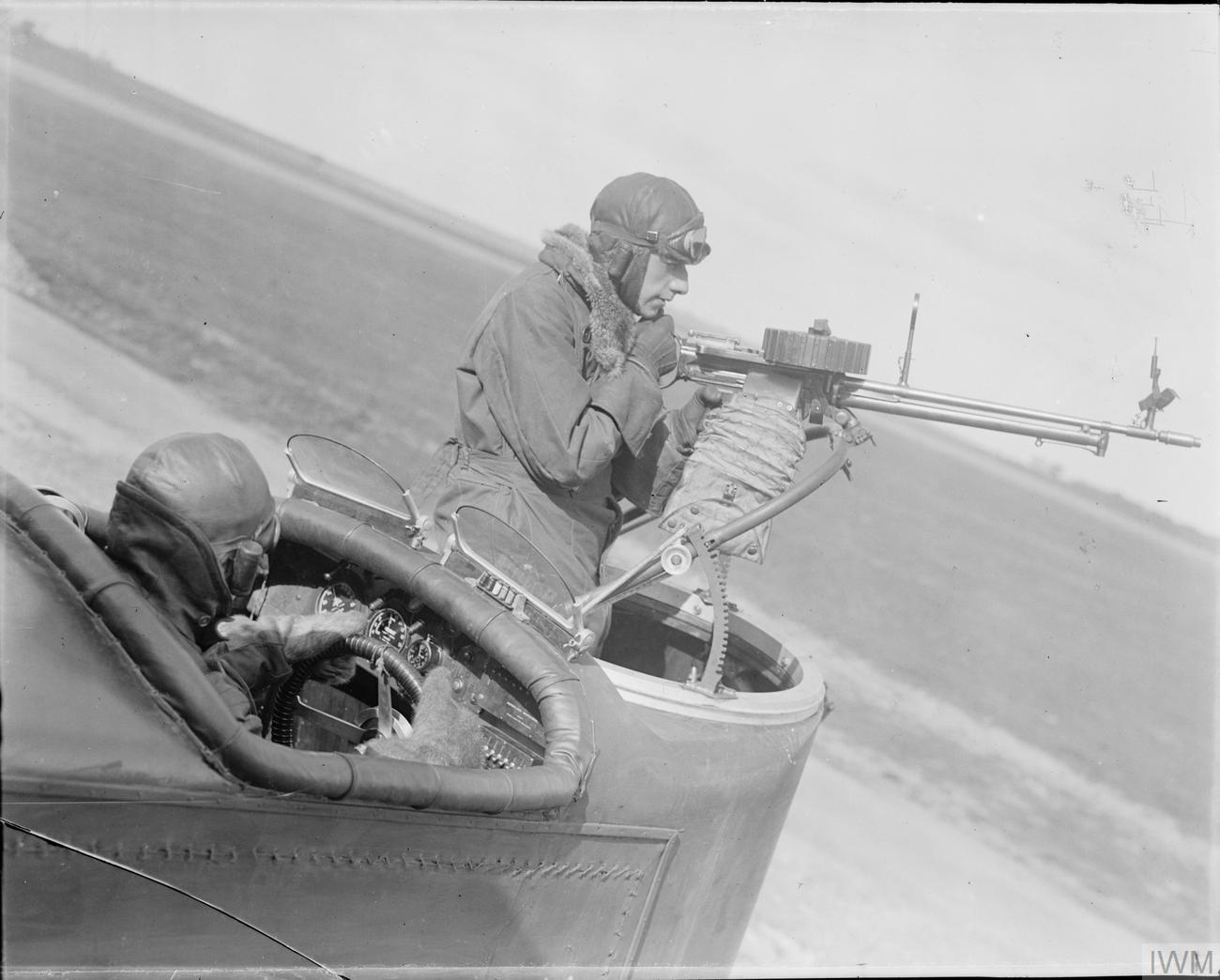
Lewis Gun mit Hülsenfänger beim H.P. O/400

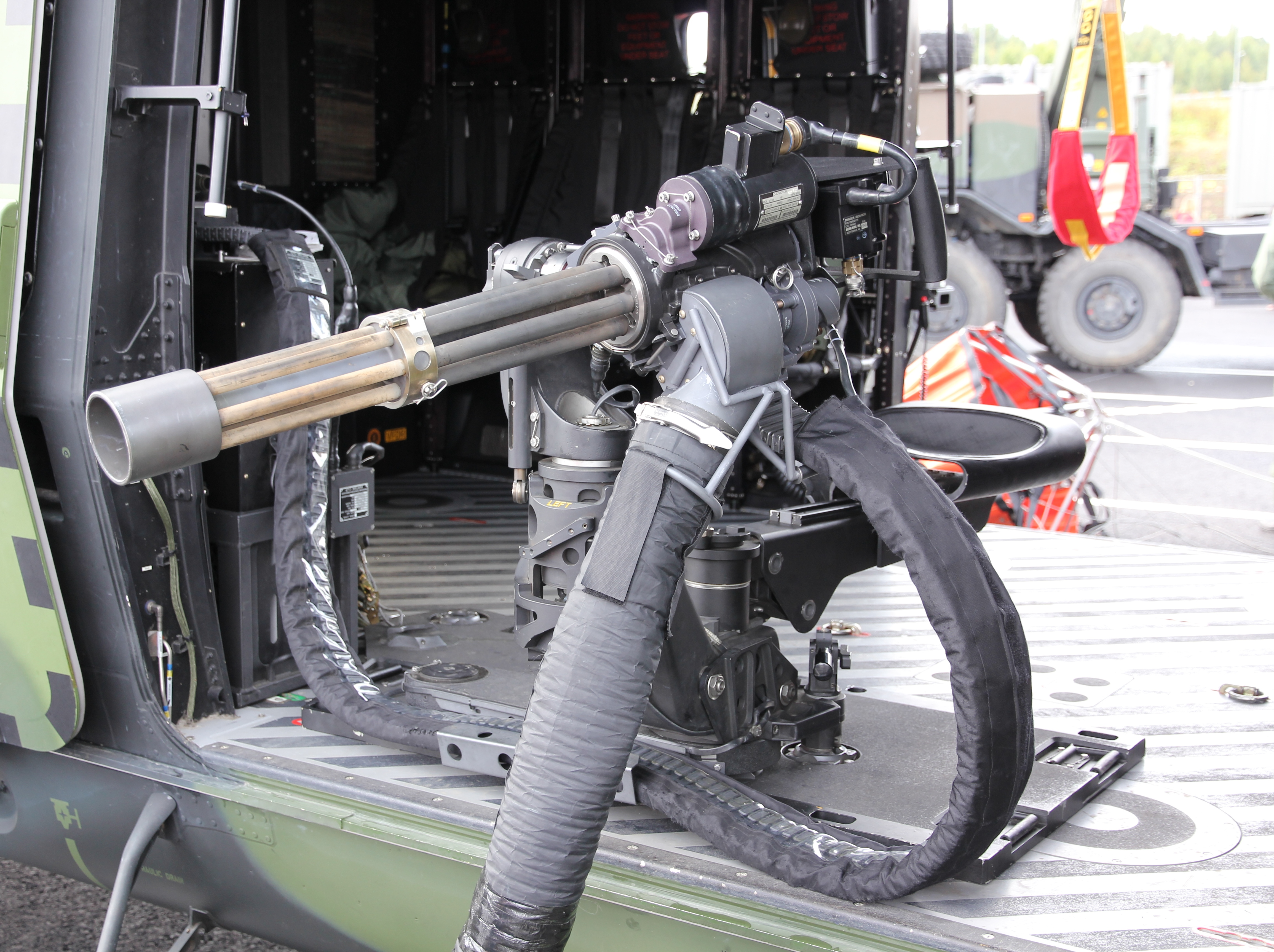
M134 mit Auswurfkanal bei einem NH90-Helikopter

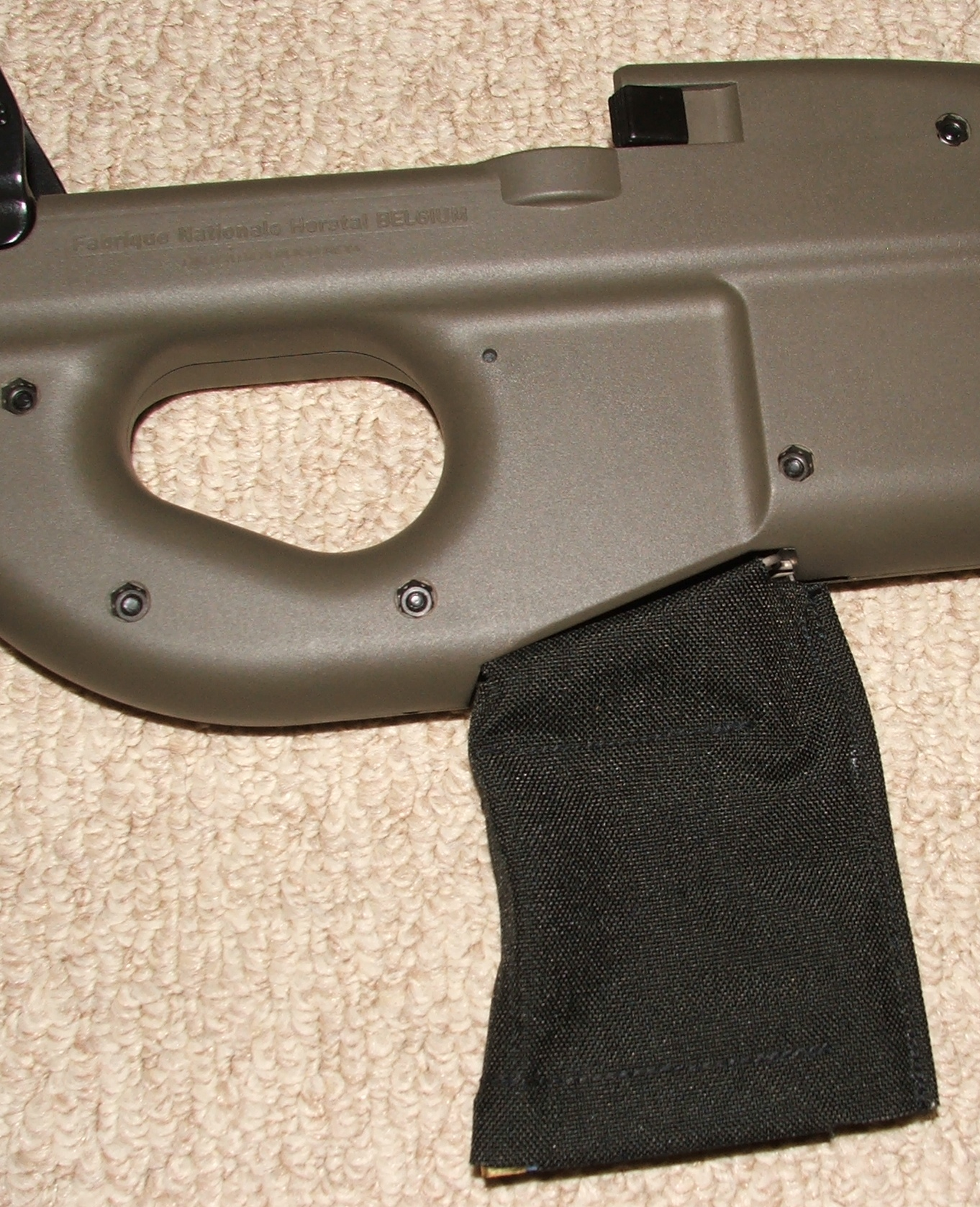
FN P90 mit Hülsenfänger

Hülsenfänger (auch Hülsensammler, Hülsensack, Hülsenabweiser, Hülsenableiter oder Hülsenableitschlauch) sind Vorrichtungen um Patronenhülsen nach dem Abschussvorgang aus einer Schusswaffe kontrolliert abzuleiten um diese ggf. zu sammeln.
Seit der Einführung von Munition mit Messinghülsen ab der zweiten Hälfte des 19. Jahrhunderts werden vornehmlich in Friedenszeiten die im Manöver abgefeuerten kostbaren Hülsen in sog. Hülsensäcken gesammelt. Diese Aufgabe war unter den Soldaten nicht sonderlich beliebt. Einen tölpelhaften, einfachen Soldaten, der nur dazu taugte die leeren Patronenhülsen aufzusammeln, nannte man daher abwertend Hülsensack.
Normalerweise werden bei Handfeuerwaffen nur in seltenen Fällen Hülsenfänger angebracht. Das ermöglicht der Kriminaltechnik die am Tatort zurückgebliebenen Hülsen zu untersuchen und Rückschlüsse auf die verwendete Waffe zu ziehen. Bei Handfeuerwaffen werden Hülsenfänger vornehmlich von Sportschützen verwendet, wenn die benutzten Hülsen zum Wiederladen benutzt werden sollen.
Im militärischen Bereich werden Hülsenfänger vor allem bei Bordwaffen an Land- und Luftfahrzeugen verwendet. In den Flugzeugen mit offenen Cockpits im Ersten Weltkrieg wurden die Hülsenfänger verwendet, damit die Besatzung nicht durch herausgeschleuderte Hülsen getroffen wurde. Außerdem wurden damals einige Flugzeugtypen in der Pusher-Konfiguration gebaut, wo herausgeschleuderte Hülsen eine Gefahrenquelle für die rückseitigen Motoren und Propeller bildeten.
Innerhalb der beengten Kampfräume von militärischen Land- und Luftfahrzeugen werden die Hülsen aufgefangen, damit sie nicht am Boden herumrollen und die Besatzung behindern. Die Hülsensäcke müssen rechtzeitig geleert bzw. ausgetauscht werden. Bei zu vollem Hülsensack tritt irgendwann eine Ladehemmung der Waffe ein. Besonders im Zweiten Weltkrieg wurden Hülsensäcke auch gleichzeitig zum Sammeln der Hülsen für spätere Wiederverwertung als kriegswichtige Ressource verwendet.
Eine weitere mögliche (aber nicht eindeutig belegte) Verwendung fand der Hülsenfänger im Partisanenkampf. Möglicherweise haben Partisanen ihn dort verwendet, um nach einem Angriff keine Spuren zu hinterlassen.
Bei den Maschinengewehren der Doorgunner werden die Hülsen meistens nicht gesammelt, sondern oft durch einen Auswurfkanal (engl. ejection chute) nach unten ausgeworfen.